# 大井川鐵道
大井川鐵道株式会社（おおいがわてつどう）は、静岡県島田市に本拠を置き、大井川流域を基盤とする鉄道事業を主たる業務とする陸運業や観光業を営む企業である。大井川本線と井川線の2つの鉄道路線を運営している。略称は大鉄（だいてつ）。
全国登山鉄道‰会に加盟している。

## 概要
運営する鉄道路線のうち、大井川本線は蒸気機関車 (SL) の動態保存、「南アルプスあぷとライン」の愛称がある井川線は現在日本唯一のアプト式ラック鉄道として知られる。他に2015年（平成27年）まで寸又峡線の路線バス事業を手がけていたが、こちらは子会社の大鉄アドバンスに移管されている。
元々は大井川鉄道という会社名であったが、2000年（平成12年）10月1日に子会社の大鉄技術サービスを存続会社とする形で合併し、翌2日に大井川鐵道と商号を改称した。
1976年（昭和51年）に日本で初めてSLの動態保存を始めた鉄道で、現在でもほぼ毎日運行されている。また、SLの保存運転を行っている縁から、1977年（昭和52年）12月19日にスイスのブリエンツ・ロートホルン鉄道と姉妹鉄道提携を結んでいる。1996年（平成8年）8月10日に本社所在地の金谷町（現・島田市）がブリエンツ村と姉妹都市提携を結んだのも、この縁によるものである。1986年（昭和61年）1月25日には台湾の阿里山森林鉄道とも姉妹鉄道提携を結んでいる。
大井川本線で運行されるSL列車（かわね路号）に旧型客車を使用していることや沿線の風景から、第二次世界大戦の戦前・戦中に時代設定されているドラマや映画のロケーション撮影でよく使用される（沿線で撮影が行われた作品は「大井川鐵道大井川本線#大井川鐵道沿線でロケが行われた作品」を参照）。
なお、井川線は当初からSLが運用されてはいなかったが、イベント列車として千頭駅 - 川根両国駅間に並行していた側線 で走行したことがある。

### 経営状況
大井川鐵道の鉄道事業収入は、沿線人口の減少などから、2010年代にはその9割をSLを目的とする観光客から得る構造となっている。定期券利用は収入ベースで1割以下、乗客数で約2割である。しかし、東日本大震災発生後には団体バスツアー客などが減少し続けていることから、2011年（平成23年）度からは2期連続で最終赤字を計上した。加えて、2013年（平成25年）8月に施行された貸切バス走行距離規制強化により、首都圏から沿線自治体のうち島田市北部および川根本町の距離が、規制強化後の走行距離制限値（1ドライバー500 km/日）をわずかに上回ることになり、ワンマン運行での首都圏の大部分からの日帰りバスツアーが不可能となった。これによって同年4 - 12月期の団体ツアー客は前年同期より46 %減少し、収益をさらに悪化させる要因となった。
このため、大井川鐵道では2014年（平成26年）2月3日に記者会見を開き、経営合理化の一環として同年3月26日にダイヤ改正を実施することを明らかにした。大井川本線では改正前に1日14往復設定されていた電車を、全線運転8往復と金谷 - 家山間区間運転1往復に削減。また井川線では改正前に全線運転4往復ならびに区間運転3往復（うち1往復は季節運転）設定されていた列車を、全線運転4往復と区間運転（1本）に削減。その一方で、大井川本線におけるSL列車の運転に関しては改正後も現行通りとすると発表された。
この会見に先立ち、大井川鐵道の伊藤秀生社長（当時）が同日午前中に島田市役所を訪れ、沿線自治体である島田市と川根本町の両首長に対して存続についてや、経営支援策を検討する協議会の設置を要請。これに対し島田市と川根本町は、静岡県などにも参加を呼びかけて早期に協議会設置にこぎつける方針を示した。なお、このダイヤ改正で2014年（平成26年）度に約2,300万円のコスト削減を見込むも「劇的な改善効果はない」（伊藤談）として、前記の島田市と川根本町に対して補助金拠出や固定資産税減免などを要請する見通しと報じられた。
2015年（平成27年）5月、地域経済活性化支援機構の支援のもと、静岡銀行とエクリプス日高による再生計画が決定した。エクリプス日高が名古屋鉄道が所有する株式の譲渡および第三者割当増資により大井川鐵道株式の約90 %を所有し、主要銀行から金融債権放棄を受けた上で再建にあたることになる。
2015年（平成27年）8月31日より名鉄グループを外れ、エクリプス日高の支援下で経営再建をスタートさせた。2017年（平成29年）6月16日にはエクリプス日高の完全子会社となった。
2019年（平成31年）4月、静岡市内にツアーセンターを開設し、2020年（令和2年）には1月2日にフジドリームエアラインズなどと協力して、富士山静岡空港発着の遊覧飛行と奥大井湖上駅訪問などを組み合わせた「富士山周遊フライトツアー」を開始。同年には中部電力およびJTBの協力を得て、通常は非公開の施設（井川ダム内部など）を見学できるツアーを予定したり、沿線にある川根温泉ホテル宿泊と組み合わせた鉄道・バス2日間フリーきっぷを発売したりするなど、観光利用を重視した経営努力を続けている。
企業以外の大鉄沿線振興の協力者としては、NPO法人クロスメディアしまだ（島田市）が「UNMANNED 無人駅の芸術祭／大井川」を毎年3月ごろに開催し、芸術家の現地滞在と作品展示による集客を行っている。観光客向け事業については「#イベント」の節も参照。
2020年（令和2年）11月12日、島田市とともに複合施設「KADODE OOIGAWA」を開業。あわせて隣接する大井川本線に新駅「門出駅」を開業し、同時に五和駅を「合格駅」に改称した。
2024年6月12日、いすみ鉄道やえちごトキめき鉄道で経営再建に取り組んだ鳥塚亮が同月28日から社長に就任することが発表された。

## 沿革
各鉄道線の沿革については「大井川本線」、「井川線」の各項を参照のこと。
- 1925年（大正14年）3月10日 - 資本金300万円で静岡市に創立。金谷町に出張所を開設。
- 1927年（昭和2年）6月10日 - 金谷駅 - 横岡駅間で鉄道営業開始。
- 1928年（昭和3年）
  - 7月 - 乗合自動車営業認可。
  - 8月 - 本社を東京市麹町区永楽町一丁目1番地に移転。
  - 10月 - 貸切自動車営業免許を取得。
- 1929年（昭和4年）5月 - 資本金450万円に増資。
- 1930年（昭和5年）3月 - 乗合自動車「島田線」の営業免許を取得。
- 1931年（昭和6年）12月1日 - 大井川本線（金谷駅 - 千頭駅間）が全線開通。
- 1932年（昭和7年）4月 - 乗合自動車「家山線」の営業を開始。
- 1934年（昭和9年）12月 - 乗合自動車「掛川線」の営業認可。
- 1946年（昭和21年）7月 - 大井川鉄道労働組合を結成。
- 1949年（昭和24年）
  - 2月 - 金谷自動車営業所を開設。
  - 4月 - 資本金を2,950万円に増資。
  - 11月18日 - 大井川本線の全線電化工事を完了。
  - 12月1日 - 大井川本線が電化開業。
- 1951年（昭和26年）7月 - 資本金を4,500万円に増資。
- 1952年（昭和27年）7月 - 「大代線」乗合自動車の営業運転を開始。
- 1953年（昭和28年）8月 - 資本金を8,000万円に増資。
- 1956年（昭和31年）
  - 6月 - 乗合自動車「東山線」の営業を開始。
  - 12月 - 乗合自動車「井川線」の営業を開始。
- 1958年（昭和33年）
  - 4月 - 乗合自動車「粟本線」の営業を開始。
  - 8月 - 資本金を1億500万円に増資。掛川貸切自動車営業所、井川自動車営業所を開設。乗合自動車「横岡 - 島田線」「中川根線」「塩上線」「菊川線」「神谷城線」の営業を開始。
  - 12月 - 家山自動車営業所を開設。
- 1959年（昭和34年）
  - 2月 - 乗合自動車「島田市内循環線」の営業を開始。
  - 8月 - 中部電力専用鉄道を承継し、大井川鉄道井川線として営業運行を開始。
- 1960年（昭和35年）
  - 6月 - 島田自動車営業所を開設。
  - 7月 - 乗合自動車「笹間線」の営業を開始。
- 1962年（昭和37年）10月 - 資本金を1億5,750万円に増資。
- 1963年（昭和38年）
  - 6月 - 掛川貸切自動車営業所が掛川市新町から城西に移転し掛川自動車営業所となる。
  - 8月 - 乗合自動車「金谷 - 静岡線」「掛川 - 静岡線」「井川 - 静岡線」の営業を開始。
  - 10月 - 静岡鉄道、遠州鉄道と3社共同運行により「国道本線」（急行静岡浜松線）の営業を開始。
- 1964年（昭和39年）
  - 4月 - 資本金2億1,000万円に増資。
  - 9月 - 貨物自動車の営業を開始[26]。
- 1966年（昭和41年）9月 - 静岡鉄道との相互乗入れにより乗合自動車「島田家山線」を開設[27]。

## 鉄道路線

路線図

以下の2路線を経営している。各路線の運行形態などはそれぞれの項目を参照。
- 大井川本線 金谷駅 - 千頭駅間 39.5 km
- 井川線 千頭駅 - 井川駅間 25.5 km

大井川本線と井川線は軌間が共通しており線路自体は接続しているものの、建築限界が極端に異なることから直通運転は行われていない。この分断は運賃にもみられ、両線を乗り継いで乗車する場合でもそれぞれの運賃額を合算して運賃を算出する。
乗車券は基本的には硬券で発売され、軟券、補充券も用意されている。また、JR線の特定の駅（静岡県内の駅や東京駅、名古屋駅など）との間には連絡乗車券も発売されており、1枚の乗車券でJR線と大井川鐵道を乗り継いで乗車することが可能である。

### 未成線
大井川鐵道にはかつて以下の鉄道計画が存在したが実現することはなかった（未成線）。
- 井川線延長計画 - 井川線を堂平駅（廃止）から井川村の中心部を経て桃の木島平付近まで延長する計画があった。
- 御前崎線 - 新金谷駅から御前崎へ至る鉄道計画だが、出願準備中に中止となった。

## 車両
前述の通り大井川本線と井川線は軌間こそ同じであるが、車両寸法などが大きく異なる。このため、大井川本線用の車両と井川線用の車両を別に記載する。

### 大井川本線用の車両
現有車両は、一部の電気機関車を除いたすべてが他社からの譲受車両である。SL列車用の蒸気機関車・客車の一部は鉄道車両としては大井川鐵道に在籍しているが、日本ナショナルトラストが所有している私有車である。

#### 現有車両
電車
- 6000系 - 元・南海電気鉄道6000系
- 7200系 - 元・十和田観光電鉄7200系
- 16000系 - 元・近畿日本鉄道16000系
- 21000系 - 元・南海電気鉄道21000系

客車
- オハフ33形（215, 469）
- オハ35形（22, 149, 435, 459, 559）
- スハフ42形（184, 286, 304）
- オハ47形（81, 380, 398, 512）
- スハフ43形（2, 3） - 日本ナショナルトラスト所有
- オハニ36形（7） - 日本ナショナルトラスト所有

蒸気機関車
- C10形
  - C10 8

- C11形
  - C11 190
  - C11 227 - 運用離脱中

- C12形
  - C12 164 - 日本ナショナルトラスト所有。長期休車中

- C56形
  - C56 44 - 運用離脱中

電気機関車
- E10形（1, 2）
- E31形（32, 33, 34）
- ED500形（501） - 運用離脱中

貨車
- ホキ800形（986, 989）

#### 導入予定車両
導入予定の車両については大井川鐵道での形式名が未発表であるため、便宜上の名称として譲受元での形式を記載する。
客車
- 12系
- 14系

蒸気機関車
- C11形
  - C11 217

- C56形
  - C56 135

#### 過去の車両

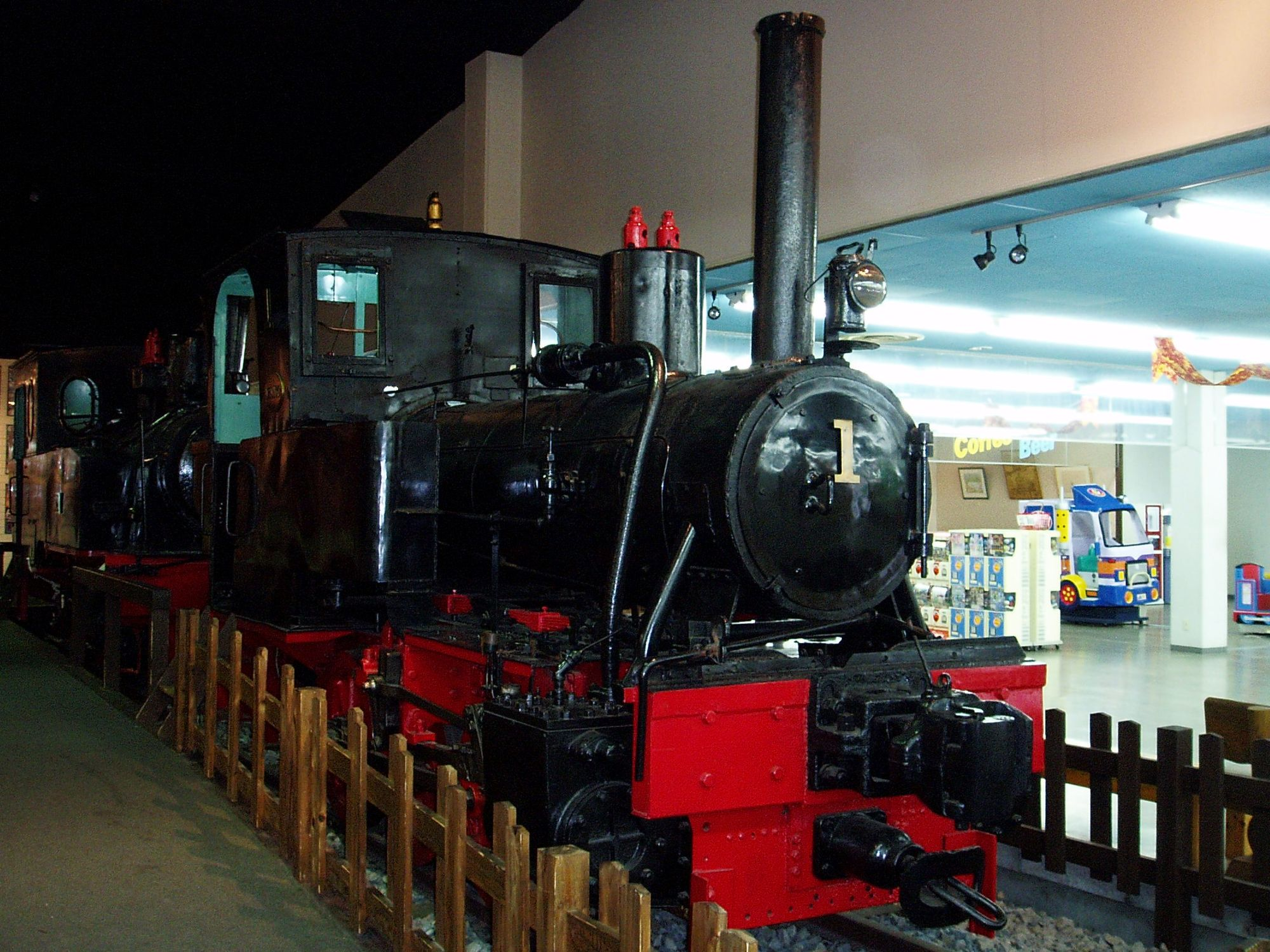
「プラザロコ」で保存されている1「いずも」

電車
- モハ200形
- モハ300形
  - モハ301・モハ302
元鉄道省のクデハ307・308（三信鉄道に譲渡した鉄道省デハ33500形を再び国有化）を譲り受けたもの。
  - モハ303
元鉄道省のモハ1611（豊川鉄道のモハ32を国有化）を譲り受けたもの。
  - モハ304
元武蔵野鉄道のモハ231を譲り受けたもの。
  - モハ305・モハ306
元国鉄のモハ1205・モハ1208（富士身延鉄道のモハ110形を国有化）を譲り受けたもの。
  - モハ307
元西武鉄道のモハ159を譲り受けたもの。
  - モハ308
元国鉄のモハ2002（南武鉄道のモハ153を国有化）を譲り受けたもの。
  - モハ309
元名古屋鉄道のモ3302の車体と自社のモハ302の主要機器を組み合わせて新製扱いとしたもの。当初はモハ302（2代目）として竣工。

- クハ500形
  - クハ501
元西武鉄道のクハ1209を譲り受けたもの。
  - クハ502
元国鉄のモハ2310（宮城電気鉄道のモハ602を国有化）を譲り受けたもの。
  - クハ503・クハ506
元国鉄のクハ5803・クハ5804（三信鉄道に譲渡したデハ33500形を再び国有化）を譲り受けたもの。
  - クハ504
元武蔵野鉄道のモハ234を譲り受け、電装解除したもの。
  - クハ505
元国鉄のクハユニ7203（富士身延鉄道のクハユニ303を国有化）を譲り受けたもの。1977年（昭和52年）に客車化されナハフ505となった。
  - クハ507
元西武鉄道のモハ160を譲り受け、電装解除したもの。
  - クハ508
元名古屋鉄道のモ3359の車体と自社のモハ201の機器を組み合わせ、モハ201の改造名義で製作したもの。

- モハ1100形
- モハ1900形
元・小田急電鉄デハ1900形 1906。クハ6050形の新たな牽引用として1両のみ譲り受けた。入線に際し、連結面側の貫通路が閉鎖されている。1996年（平成8年）3月30日付で廃車。
- 310系
- 311系
- 312系
- 3800系
- クハ86形
- 420系
- 1000系
- 3000系（初代）
- 3000系（2代）
- 6010系
- クハ6050形

気動車
- キハ10形
元東武鉄道のキハ3を譲り受けたもの。1両 (11) のみ在籍。1956年（昭和31年）12月27日付で廃車。
- キハ50形
自社発注車。1930年（昭和5年）雨宮製作所製の51・52、1931年（昭和6年）日本車輌製造製の54・55（55は53を改番）の計4両が在籍。いずれも1956年（昭和31年）12月27日付で廃車。
- キハニ100形
自社発注車。1936年（昭和11年）日本車輌製造製。1両 (101) のみ在籍した2軸ボギー式ガソリンカー。1959年（昭和34年）12月9日付で廃車。

客車
- ハフ1形
1927年（昭和2年）、鉄道省より払下げを受けた平岡工場製のハ1841 である。当初の大鉄での形式はハ1であったが1929年（昭和4年）に改造されハフとなった。1956年（昭和31年）12月27日付で廃車。
- ハフ10形
ハフ10は1956年（昭和31年）12月27日付で廃車。ハフ15は1941年（昭和16年）5月に貨車（チ3）に改造された。
- ハフ30形
1930年（昭和5年）に鉄道省より払下げを受けた鉄道車両会社製ハフ3015・3016。1941年（昭和16年）5月に貨車（チ4・5）に改造された。
- ニブ1形
- ニ20形
1970年（昭和45年）9月30日付で廃車。
- ニ25形
1965年（昭和40年）8月25日付で廃車。
- ホハニフ100形
1959年（昭和34年）12月9日付で廃車。
- ナハフ500形
SL列車の客車が不足したため、1977年（昭和52年）に前述のクハ500形 505を改造し、茶色塗装にした上で使用された。1984年（昭和59年）10月13日付で廃車。
- スイテ82形
- ナロ80形

蒸気機関車
- 5
- 6
- 15
- 16
自社発注機。1931年（昭和6年）川崎車輌製。軸配置1C1の48 t級タンク機。1950年（昭和25年）、大阪窯業セメント近江長岡工場へ売却。
- C12形
動態保存事業とは異なる自社発注機として戦前に1両が導入された。1935年（昭和10年）日本車輌製造製。のちに片上鉄道へ移籍しC12-202となる。
- C11形
  - C11 312

電気機関車
- ED10形

貨車
- ト100形
- チキ300形

### 井川線用の車両
現有車両はいずれも自社で導入したものとなっている。貨車については鉄道車両としては大井川鐵道に在籍するが、所有は中部電力であり形式名に「c」が冠されている。

#### 現有車両
客車
- スハフ1形（4,6）
- クハ600形（601 - 604）
- スロニ200形（201,202）
- スロフ300形（301 - 318）

電気機関車
- ED90形（901 - 903）

ディーゼル機関車
- DD20形（201 - 206）

貨車
- cワフ0形（1,4）
- cト100形（101 - 110）
- cトキ200形（226 - 230）
- cシキ300形（301）

#### 過去の車両
客車
- スロフ1形
- スハフ500形

蒸気機関車
- 1号「いずも」

1921年（大正10年）にオーレンシュタイン・ウント・コッペルで製造され、一畑軽便鉄道（現・一畑電気鉄道）が1922年（大正11年）に4両目の機関車として導入した、12.8 tで車軸配置0-6-0（ホワイト式）のタンク機である。一畑軽便鉄道が一畑電気鉄道に社名変更した上で、1928年（昭和3年）に電化された後の1929年（昭和4年）に廃車となり、七尾セメント（その後、磐城セメント七尾工場を経て住友セメント〈現・住友大阪セメント〉七尾工場）に売却され、同社1号機として専用線の貨物列車の入れ替えや牽引に使用されていた。
用途廃止後は倉庫内で放置されていたが、1974年（昭和49年）に分解状態で発見され、プレスアイゼンバーンの松本謙一・前里孝が購入した上で動態復元され、1977年（昭和52年）8月14日に入線。保存を委託された。大井川鉄道では、一畑軽便鉄道にちなんで「いずも」という愛称が一般公募により命名され、同年10月7日より千頭駅 - 川根両国駅間を往復するミニSL列車（この列車自体は1970年〈昭和45年〉11月からの運行）の牽引機として使用された。1983年（昭和58年）には井川線規格に適合させるために煙突と運転台の屋根を切り詰める改造が行われ、1984年（昭和59年）には井川線の客車を牽引して井川駅まで乗り入れた。当時は井川湖の湖畔で遊覧運転をする計画があったという が、実現には至っていない。
1989年（平成元年）11月26日をもって前述のミニSL列車が運行終了。その後は七尾工場時代のスタイルに復元された上で、新金谷駅前の「プラザロコ」にて静態保存されている。
- 10形
- 1275形
- 2100形

ディーゼル機関車
- DB1形
- DB51形
- DD100形

## 関連企業
- 大鉄アドバンス - 「大鉄バス」の名称で乗合バス事業を、「大鉄観光バス」の名称で貸切バス事業を、「大鉄タクシー」の名称でタクシー事業を、「大鉄観光サービス」の名称で旅行業を行っている。
- 掛川大鉄タクシー - 静岡県掛川市におけるタクシー事業。
- 南アルプス産業 - 駅弁の製造・販売会社。2014年（平成26年）、東海軒にすべての事業を譲渡して解散。
- 大鉄メディアクリエイト

### 大鉄アドバンス

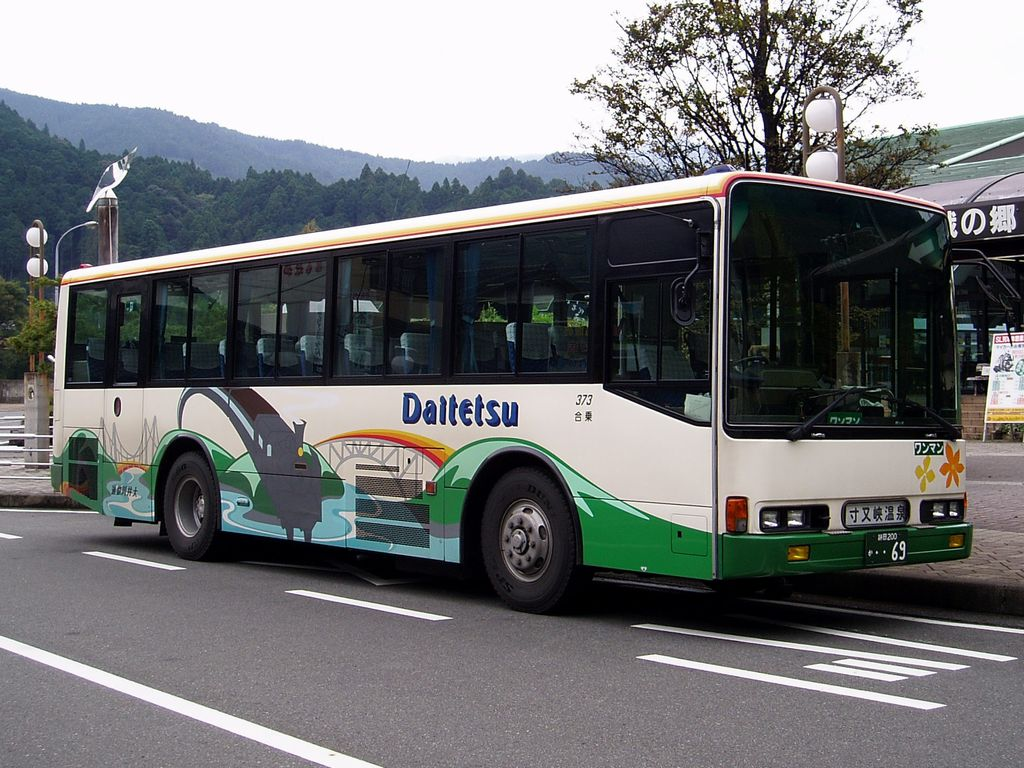
大鉄アドバンスに譲渡された車両の例（千頭駅）

大鉄アドバンス（だいてつアドバンス）はバス事業やタクシー事業を中心とする大井川鐵道の子会社である。
以前は大井川鐵道本体で大井川本線の沿線に路線バス事業を展開していた。千頭駅 - 寸又峡温泉間の寸又峡線1路線のみの時期もあったが、2012年（平成24年）4月28日より、井川線に並行する形で閑蔵線の運行を開始し、2014年（平成26年）12月時点では寸又峡線と閑蔵線の2路線のみとなっていた。2015年（平成27年）1月から両路線とも関連会社の大鉄アドバンスに移管され、大井川鐵道本体はバス事業から撤退した。寸又峡線は2019年（令和元年）3月で廃止され同年4月からは川根本町営バスとして運行している。
大井川本線と接続するダイヤになっており、観光客利用が多い場合には続行便なども設定される。
また島田市コミュニティバス（大代線、金谷循環線、菊川神谷城線）および川根本町営バス（千頭・家山線、寸又峡線）の運行を受託している。

#### バス路線
閑蔵線
- 千頭駅 - 奥泉駅 - 長島ダム - 接岨峡温泉 - 閑蔵駅前

2012年（平成24年）4月28日運行開始。井川線よりかなり短い30分で千頭駅と閑蔵駅前を結ぶ。1日3往復（11月の土休日は4往復）。運賃も井川線より安い。
空港・新金谷線（富士山静岡空港金谷線）
しずてつジャストラインとの共同運行
- 蓬莱橋 - 島田駅南口 - 島田市博物館 - 新金谷駅 - 金谷駅 - 富士山静岡空港

2019年（令和元年）7月20日運行開始。2022年（令和4年）3月27日のダイヤ改正により、蓬莱橋 - 新金谷駅間を延伸した。蓬莱橋 - 新金谷駅の区間便もある。
このほか、かつては静岡井川線を静岡鉄道バスと、静岡浜松線を遠州鉄道バス・静岡鉄道バスと共同運行していた。また掛川市内にも路線を有していたが、こちらは1988年（昭和63年）に掛川バスサービスに全路線を譲渡して撤退している。他にも旧榛原郡金谷町内にも路線を有していたが、こちらも2004年（平成16年）に撤退し、金谷町自主運行バスを経て現在は島田市コミュニティバスが代替している。

## イベント

### きかんしゃトーマス号

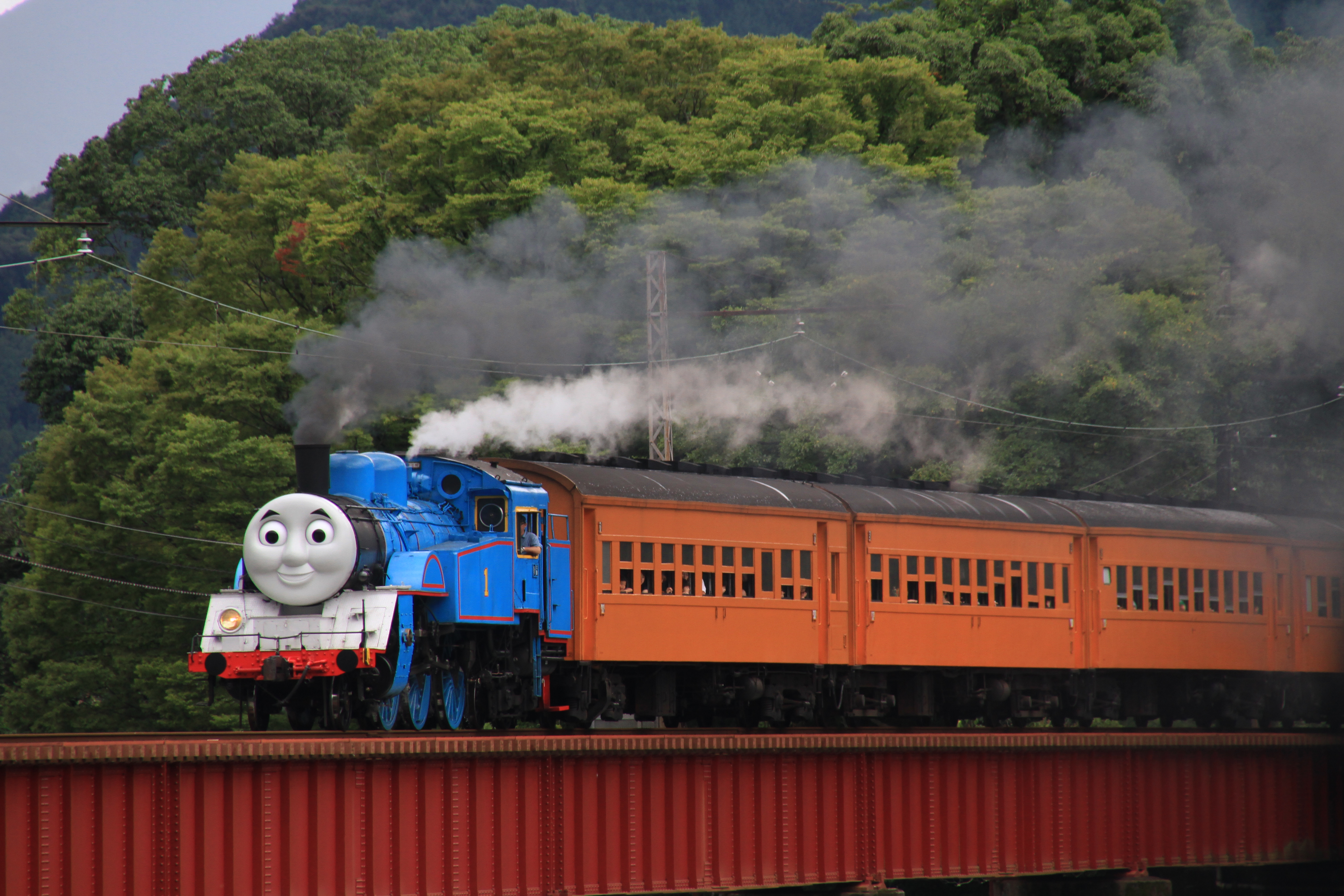
きかんしゃトーマス号

2011年（平成23年）の東日本大震災による観光需要の低下や2012年（平成24年）の関越道高速ツアーバス事故に伴う高速バス規制の強化などの影響でSL列車の利用者が激減して経営再建問題が浮上した2014年（平成26年）より、期間限定でテレビアニメ『きかんしゃトーマス』に登場する機関車「トーマス」や、その他のキャラクターの意匠を施したSLの運行および展示 (デイ・アウト・ウィズ・トーマス) を行っている。2015年（平成27年）度より、クリスマス期間の運行も開始した。

### Train Dining オハシ
2025年1月から4月までの土休日を中心に、オハ35形客車にテーブルを設置するなど改装し、地元食材の「お料理弁当」を提供する食堂車「Train Dining オハシ」（オ＝車両の重量35t、ハ＝普通車、シ＝食堂車）を新金谷駅 - 川根温泉笹間渡駅間で1日1往復運行している。予約制。かわね路1号・2号に連結しての運転で、途中駅での乗降はできない。

## 姉妹鉄道
- ブリエンツ・ロートホルン鉄道（スイス）
- 阿里山森林鉄道（台湾）[43]